# Khaz

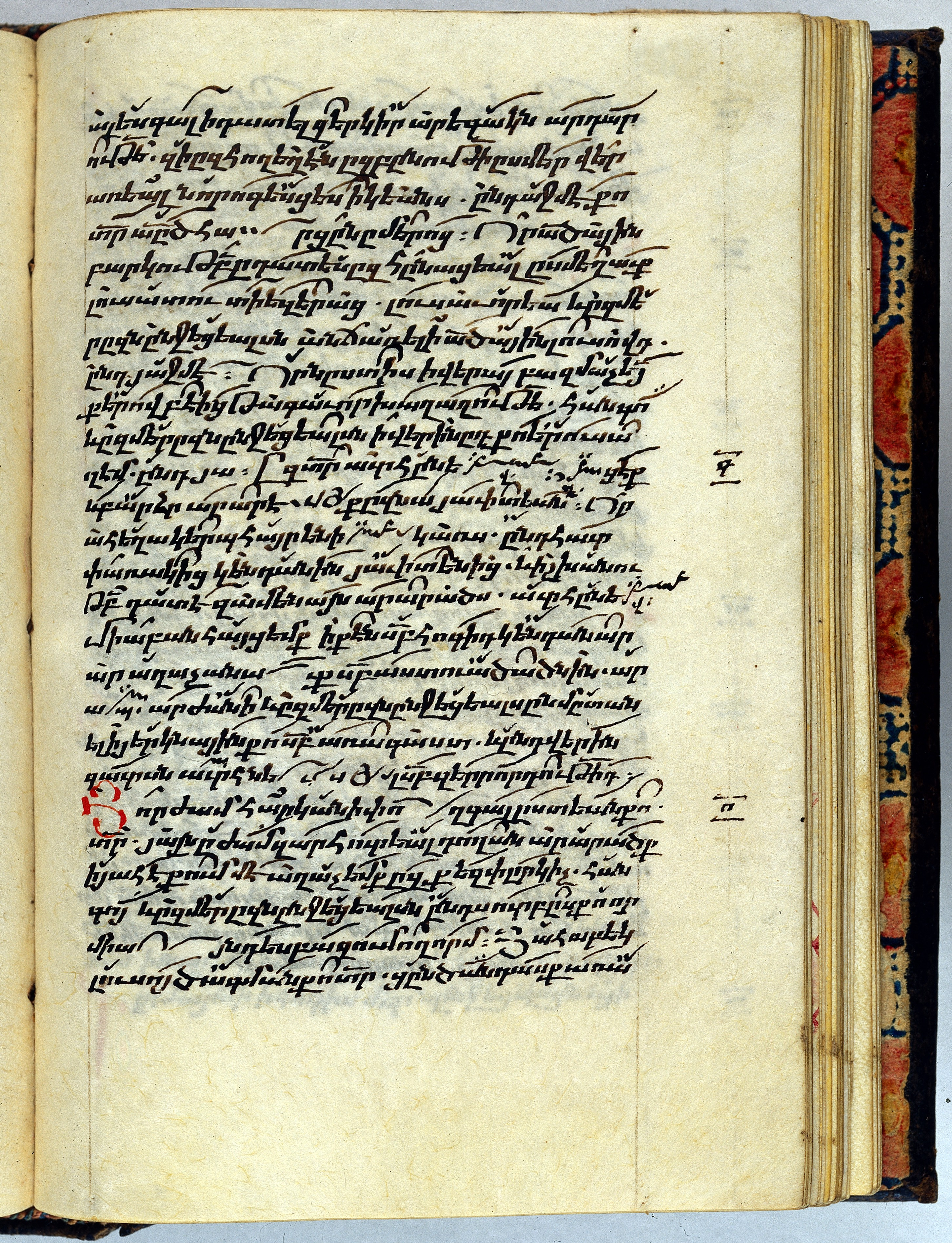
Hymnaire du XVII annoté de khazes.

Un khaz (en arménien : խազ), est un neume utilisé par la notation musicale arménienne pour la transcription de la musique arménienne. 

## Quelques exemples
